# Nili Perdomo
Francisco José Perdomo Borges (Las Palmas de Gran Canaria, España, 18 de febrero de 1994) conocido como Nili, es un futbolista español. Juega de lateral o interior derecho y actualmente juega en el Gokulam Kerala FC de la I-League.

## Trayectoria
Formado en la cantera de la U. D. Las Palmas, en la temporada 2013-14 se integra en Las Palmas Atlético, jugando dos temporadas en segunda B. En su segundo año se adapta al lateral derecho, a pesar de haber jugado siempre como atacante. El 7 de junio hace su debut en el primer equipo como titular contra el Deportivo Alavés.
En la temporada siguiente continúa en la plantilla del filial, pero se integra plenamente en el primer equipo, debutando en Primera División de España contra el Sevilla F. C.. Al finalizar la temporada 2015-2016 decide no renovar su contrato con la Unión Deportiva Las Palmas y ficha por el primer filial del F. C. Barcelona. No obstante hace la pretemporada con el primer equipo y es inscrito para la Champions.
Empieza la temporada con el filial, entrenando habitualmente con los mayores de manera que recibe su primera convocatoria con los de Luis Enrique el 29 de octubre ante el Granada C. F., sin llegar a debutar. El debut en partido oficial le llegó el 30 de noviembre ante el Hércules saliendo desde el banquillo en un partido de los dieciseisavos de la Copa del Rey.
El 1 de septiembre de 2017 rescindió su contrato con el Barcelona para incorporarse en el Albacete Balompié de la Segunda División de España. En enero de 2018 dejó el club manchego para fichar por el A. O. Platanias de la Superliga de Grecia.
En enero de 2020, se comprometió con el Bengaluru Football Club de la Superliga de India. En junio de 2020 finalizó su contrato con el club de India para incorporarse al Larissas  de la Segunda Superliga de Grecia, club que abandonó en septiembre por motivos personales, incorporándose al Levadiakos F. C. de la misma categoría. En mayo de 2022 consiguió el ascenso a la Superliga de Grecia.
En julio de 2022 fichó por el GS Kallithea de la Segunda Superliga de Grecia. El 27 de marzo de 2023, rescindió su contrato con el conjunto griego. Estuvo sin equipo hasta el 15 de junio de 2023 cuando fichó por el Gokulam Kerala FC de la I-League.

## Clubes
Actualizado al último partido jugado el 12 de marzo de 2023.
| Club                 | País   | Año       | Part. | Goles |
| -------------------- | ------ | --------- | ----- | ----- |
| Las Palmas Atlético  | España | 2013-2015 | 51    | 4     |
| U. D. Las Palmas     | España | 2015-2016 | 14    | 0     |
| F. C. Barcelona "B"  | España | 2016-2017 | 18    | 1     |
| F. C. Barcelona      | España | 2017      | 1     | 0     |
| Albacete Balompié    | España | 2017-2018 | 10    | 1     |
| A. O. Platanias      | Grecia | 2018-2020 | 49    | 0     |
| Bengaluru F. C.      | India  | 2020      | 10    | 2     |
| Larissas             | Grecia | 2020      | 0     | 0     |
| Levadiakos F. C.     | Grecia | 2020-2022 | 55    | 14    |
| G. S. Kallithea      | Grecia | 2022-2023 | 16    | 1     |
| Gokulam Kerala F. C. | India  | 2023-     |       |       |